# Walckenaeria ocularis
Walckenaeria ocularis este o specie de păianjeni din genul Walckenaeria, familia Linyphiidae, descrisă de Holm, 1984.
Este endemică în Kenya. Conform Catalogue of Life specia Walckenaeria ocularis nu are subspecii cunoscute.